# اثر قالب‌بندی
اثر قالب‌بندی (به انگلیسی: framing effect) نوعی سوگیری شناختی است که در آن، نحوه‌ی بیان یا ارائه‌ی یک اطلاعات (نه محتوای واقعی آن) می‌تواند بر تصمیم یا قضاوت فرد تأثیر بگذارد. تصمیم‌های افراد بسته به نحوه‌ی بیان یا قالب‌بندی گزینه‌ها تغییر می‌کند، حتی اگر این گزینه‌ها از نظر منطقی و آماری کاملاً یکسان باشند. 

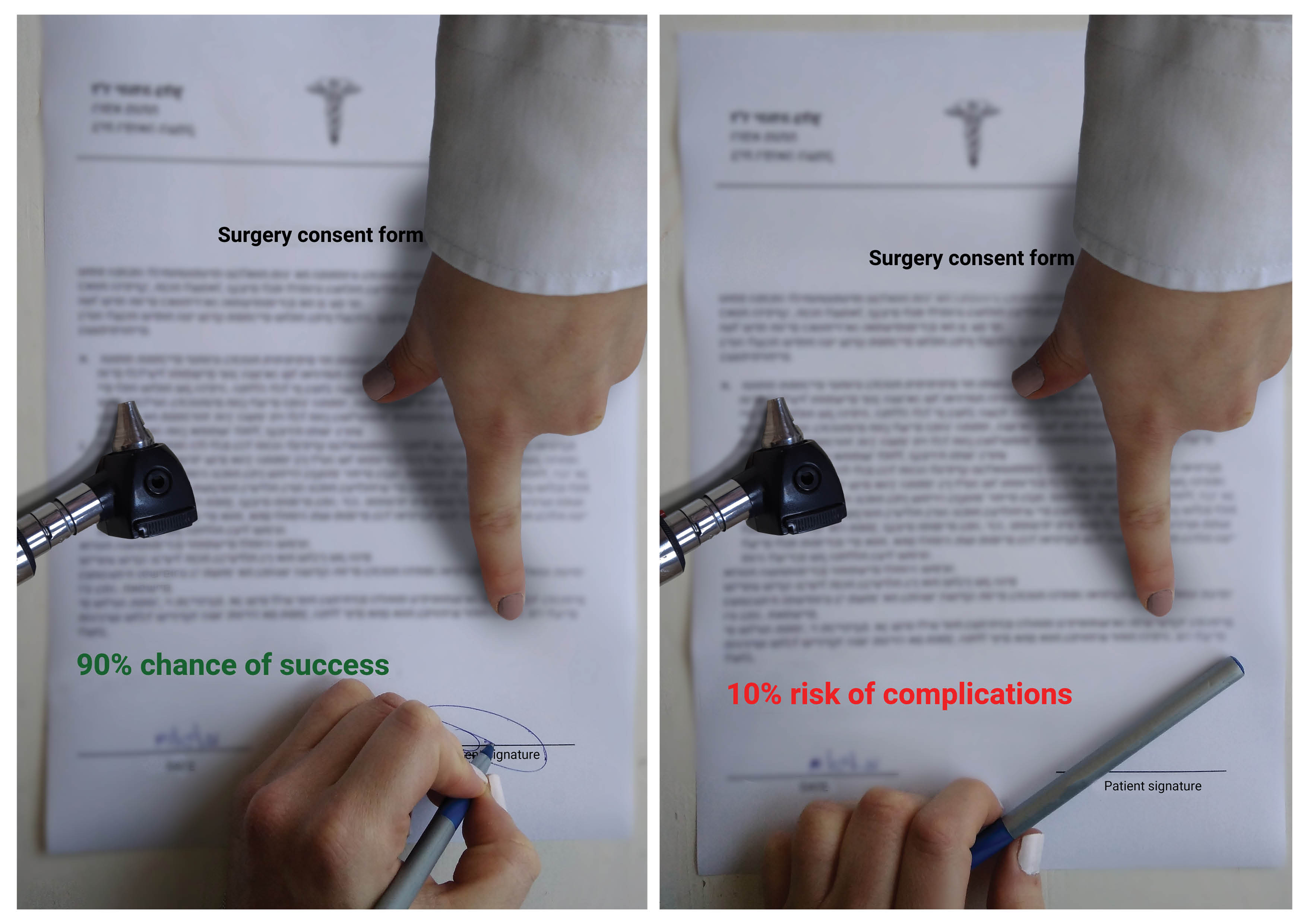
تصویرسازی از اثر قالب‌بندیهر دو تصویر سمت راست و چپ رضایت‌نامه عمل هستند. سمت راست نوشته شده ۱۰ درصد احتمال عوارض جانبی. سمت چپ نوشته شده ۹۰ درصد احتمال موفقیت .درحالیکه عملا هر دو رضایت‌نامه یکی هستند به خاطر اثر قالب‌بندی مثبت در تصویر سمت چپ احتمال موافقت بالاتر است.

به عبارت دیگر تصمیمات ما به جای اینکه صرفاً تحت تأثیر شواهد و مدارک باشند، تحت تأثیر نحوه ارائه اطلاعات و شواهد نیز هستند. (مهم نیست چه گفته می‌شود مهم این است که چگونه گفته می‌شود). در واقع مهم است که با چه قالب یا تزئینی اطلاعات ارائه شوند. بازاریاب‌ها، فروشندگان و سیاستمداران از تأثیر «سوگیری قالب‌بندی» در جهت منافع خود به خوبی استفاده می‌کنند. برای مثال اگر افراد قصد خرید ماست کم چرب را داشته باشند، عموماً ماست شرکتی را می‌خرند که روی بسته‌بندی آن «۷۰ درصد بدون چربی» باشد تا شرکتی که روی بسته‌بندی ماست آن «۳۰ درصد چربی» است.
حتی روان‌شناسان و پزشکان باتجربه‌نیز در برابر نحوه‌ی بیان ریسک‌ها مصون نیستند. در یک آزمایش، از متخصصان خواسته شد ارزیابی کنند که آیا ترخیص بیماری به نام آقای جونز، که سابقه‌ی خشونت داشت، از بیمارستان روان‌پزشکی ایمن است یا نه. اطلاعاتی که در اختیار آن‌ها قرار گرفت شامل ارزیابی یک کارشناس از میزان ریسک بود. آمارها به دو شکل مختلف ارائه شدند:
- تخمین زده می‌شود بیمارانی مشابه آقای جونز، ۱۰٪ احتمال دارد که در چند ماه اول پس از ترخیص، مرتکب عمل خشونت‌آمیز علیه دیگران شوند.
- از هر ۱۰۰ بیماری که مشابه آقای جونز هستند، تخمین زده می‌شود که ۱۰ نفر در چند ماه اول پس از ترخیص، مرتکب عمل خشونت‌آمیز علیه دیگران شوند.

متخصصانی که شکل دوم (تعداد) را مشاهده کردند، تقریباً دو برابر بیشتر احتمال داشت که با ترخیص مخالفت کنند (۴۱٪ در مقایسه با ۲۱٪ در گروهی که شکل اول را دیده بودند).  هر چه توصیف زنده‌تر یا احساسی‌تر باشد، وزن تصمیم‌گیری بیشتری به همان احتمال می‌دهد.
انسان‌ها در مواقعی که یک قالب مثبت ارائه می‌شود، ریسک آن را نادیده می‌گیرند، اما وقتی یک قالب منفی ارائه می‌شود، آن را زیان‌آور ارزیابی می‌کنند. سود و زیان به عنوان توصیفی از نتیجه (مثلاً مرگ یا نجات جان یک نفر، درمان یا عدم درمان بیماری و غیره) بیان می‌شود.